# Gynoplistia gnamma
Gynoplistia gnamma là một loài ruồi trong họ Limoniidae. Chúng phân bố ở miền Australasia.